# Oscar Polk
Oscar Polk (ur. 25 grudnia 1899 w Marianna, Arkansas, zm. 4 stycznia 1949 w Nowym Jorku) – amerykański aktor, znany z roli Porka w filmie Przeminęło z wiatrem (1939).
4 stycznia 1949 roku został śmiertelnie potrącony przez taksówkę na Times Square. Miał zagrać główną rolę w filmie Leading Lady. Zastąpił go Ossie Davis. Został pochowany na Mount Olivet Cemetery, Maspeth, Long Island, Nowy Jork.